# Eduard Tiukin
Eduard Avtandílovich Tiukin –en ruso, Эдуард Автандилович Тюкин– (Sterlitamak, URSS, 19 de mayo de 1978) es un deportista ruso que compitió en halterofilia.
Participó en los Juegos Olímpicos de Atenas 2004, obteniendo una medalla de bronce en la categoría de 94 kg. Ganó una medalla de plata en el Campeonato Europeo de Halterofilia de 2004.

## Palmarés internacional
| Juegos Olímpicos   | Juegos Olímpicos | Juegos Olímpicos  | Juegos Olímpicos |
| Año                | Lugar            | Medalla           | Categoría        |
| ------------------ | ---------------- | ----------------- | ---------------- |
| 2004               | Atenas (Grecia)  | Medalla de bronce | 94 kg            |
| Campeonato Europeo |                  |                   |                  |
| Año                | Lugar            | Medalla           | Categoría        |
| 2004               | Kiev (Ucrania)   | Medalla de plata  | 98 kg            |